# بوفيرتييس
بوفيرتييس (بالهولندية: pɔfərtɕəs) هي كعكات هولندية تقليدية تصنع من العجين السائل. تشبه الفطائر الصغيرة المُنتفخة.

## التاريخ
يُعتبر أول ذكر فعلي لبوفِيرتيِس في ملحق عام 1746 لكتاب الطبخ الخادمة المطبخية الهولندية المثالية. ظهرت البوفِيرتيِس لأول مرة في معرض بأمستردام عام 1746. وهي تُعرف أيضًا باسم الإخوة تدعي الكنيسة الكاثوليكية أنها ابتكرتها، لكن هناك شكوكًا حول صحة هذه الادعاء. تُعرف البوفيرتيس أيضًا في المطبخ الإندونيسي بفضل الروابط التاريخية بين إندونيسيا وهولندا.